# Dicranota townesi
Dicranota (Plectromyia) townesi là một loài ruồi trong họ Pediciidae. Chúng phân bố ở vùng sinh thái Nearctic.